# Katastrofa lotu Continental Airlines 3407
Katastrofa lotu Continental Airlines 3407 – wypadek lotniczy, który miał miejsce 12 lutego 2009 roku o 22:17 czasu lokalnego w Clarence Center w Stanach Zjednoczonych. Podchodzący do lądowania samolot Bombardier Dash 8-Q400 (nr rejestracji N200WQ) przybywający do portu lotniczego Buffalo-Niagara (kod IATA: BUF) z portu lotniczego Newark-Liberty (EWR) rozbił się w mieście Clarence Center w stanie Nowy Jork, w hrabstwie Erie. Zginęło 44 pasażerów i pięciu członków załogi, a także 1 osoba na ziemi. Nie ocalał nikt na pokładzie.
Był to nowoczesny samolot turbośmigłowy wyprodukowany w 2008 roku przez kanadyjski koncern Bombardier Aerospace, w ramach lotu wykonywanego przez linie lotniczą Continental Airlines samolotem innej linii lotniczej, Colgan Air, nr lotu 3407.
Samolot rozbił się o jednorodzinny dom mieszkalny ulokowany w podmiejskim terenie pod ścieżką podejścia na przedłużeniu osi pasa startowego lokalnego lotniska, oba obiekty ulokowane są na północno-wschodnich przedmieściach miasta Buffalo.
Dom, o który rozbiła się maszyna, znajdował się w miejscowości Clarence Center.

## Sprawa precyzyjnej identyfikacji linii lotniczej
Continental Airlines zatrudnia szereg podmiotów, osobnych pomniejszych linii, do obsługi krótkich tras. W tym wypadku właśnie tak było. Kontrahentem dla linii-matki była tu regionalna linia Colgan Air, a samolot nosił barwy linii Continental.
Lot ten był obsługiwany codziennie jako połączenie rozkładowe Continental Connection, ale to oznaczenie jest jedynie marketingowe – nie istnieje linia lotnicza o nazwie Continental Connection, ani żaden twór, któremu kontrolowany ruch lotniczy przypisuje numery lotów. Ściśle w ramach kontrolowanego ruchu lotniczego, był to lot nr 3407 linii Colgan Air, jednak zarówno na biletach, jak i na potrzeby informacji pasażerskiej oznaczany był jako Continental Connection.

## Znaczenie
Jest to największy dotychczas wypadek samolotu pasażerskiego produkcji kanadyjskiej, pierwszy wypadek ze skutkami śmiertelnymi samolotów Bombardier z serii Q400 i Q700 (udoskonalenie podobnego starszego typu, De Havilland Canada DHC-8 Dash-8). Samoloty z serii Q („Q” od ang. quiet, czyli „ciche”) są bardzo popularnymi samolotami wśród pasażerów i linii lotniczych ze względu na zastosowanie w nich nowoczesnego aktywnego elektroakustycznego wyciszania kabiny, i co za tym idzie, zwiększony komfort podróży (także dodatkowo bardziej komfortowej względem normalnego samolotu odrzutowego dzięki przestronnemu układowi foteli i przestronnego miejsca na nogi), oraz przez bardzo niskie koszty eksploatacji w porównaniu z odrzutowcami o podobnych zasięgach.
Jednak kilka Q400 czy Q700 (jest to wydłużony egzemplarz tej samej konstrukcji) doświadczyło potencjalnie katastrofalnego w skutkach przypadku uszkodzenia podwozia przy lądowaniu w Europie: odpadało całe koło i jego wysoka podpora, z uwagi na osłabienie korozją kluczowego punktowego elementu konstrukcji. Te przypadki występowały jedynie w służbie Scandinavian Airlines System. SAS i Bombardier Aerospace doszły do porozumienia polubownie, w wyniku którego SAS zrezygnował z dalszej eksploatacji całej swojej floty tychże maszyn i wycofał się z kontraktu na dalszy ich zakup.
Ostatecznie nie potwierdzona sądowo została szeroko popierana ekspertyza Bombardiera, iż problem wynikł nie przez nieprawidłowe zaprojektowanie (Bombardier jednak zmienił projekt i tak), lecz wskutek niewłaściwego przeglądu technicznego przeprowadzonego przez mechaników skandynawskiej linii lotniczej, którzy dopuścili do eksploatacji skorodowane samoloty. Inne linie nie doświadczyły podobnych awarii. W USA jest pierwszym wypadkiem dla tego unowocześnionego podtypu słynnej i długo służącej podstawowej konstrukcji samolotu o profilu STOL, Dash-8 (uprzednio, Dash-7).

## Okoliczności wypadku
Wypadek miał miejsce dokładnie pod adresem 6038 Long Street, 9,8 km (6,1 mil) na ścieżce podejścia w linii prostej na wydłużeniu drogi startowej na kierunku 23 lotniska Buffalo Niagara International Airport od jej progu. Nastąpiła około 22:17 czasu nowojorskiego (EST (03:17 UTC 13 lutego 2009)). Reportaże telewizyjne z miejsca wypadku podawały liczbę 49 ofiar śmiertelnych, w tym wszystkie 48 osób na pokładzie. Dodatkowo zginął domownik i dwoje ludzi zostało ciężko poparzonych. Dom mieszkalny uległ całkowitemu zniszczeniu. W miejscu uderzenia wybuchł gwałtowny pożar, z uwagi na który ewakuowano 12 okolicznych domostw. Samolot Bombardier Q 400 (udoskonalenie podobnego starszego typu, De Havilland Canada DHC-8 Dash-8) zawiera 74 miejsc pasażerskich. Egzemplarz który spadł opodal Buffalo został wyprodukowany w 2008 roku. Samolot podchodził do lądowania na drodze startowej pobliskiego międzynarodowego portu lotniczego Buffalo-Niagara, kiedy znikł z ekranu radaru kontroli podejścia.
Według jednej z informacji prasowych, zawartość rutynowego zapisu komunikacji w tej fazie lotu nie wskazała na zaistnienie jakiegokolwiek meldunku nagłej awarii ze strony pilota. Jednak według innej, samolot nigdy nie zgłosił się imiennie do stacji kontroli ruchu przejmującej lot w fazie końcowej naprowadzania do lądowania wieży kontroli lotów na lotnisku, już po rutynowym przekazaniu nadzoru jej kontrolerowi. Także gazeta Buffalo News podała, że załoga jednak zgłosiła awarię mechaniczną w fazie końcowej lotu. Warunki pogodowe były mniej więcej rutynowe jak dla Buffalo w zimie w nocy z lekkimi opadami śniegu, zamgleniem na niskich pułapach i bryzą znad Jeziora Erie o prędkości 17 mil/h.

## Przyczyny
Zaistnienie poważnego oblodzenia było oczywistą upatrywaną przyczyną utraty nośności, jednak informacje wstępne nie potwierdziły tego podejrzenia. Znane są podobne wypadki podobnych samolotów w podobnych warunkach pogodowych. Samolot jednak był wyposażony w nadmuchiwane pęcherze do usuwania lodu z powierzchni nośnych (skrzydeł), system ten był włączony podczas wypadku, a załoga dyskutowała oblodzenie szyb i krawędzi skrzydeł. 16 lutego 2009 według ustaleń dochodzenia po wstępnym zapoznaniu się przez ekspertów z zawartością czarnych skrzynek, ogłoszono, że samolot doświadczył tzw. przepadnięcia, nagle wytracając dużo wysokości: 245 metrów podczas 5 sekund, przepadając z pułapu 1800 stóp na wysokość ok. 1000 stóp. Przy czym, w końcu spadł mniej więcej na płask, i to dziobem skierowanym w odwrotnym kierunku od kierunku podejścia, zaledwie 26 sekund po zaistnieniu gwałtownych przechyleń, przy okazji włączania systemów lądowania przez załogę w fazie końcowej podejścia do lądowania (wystawienie klap itp.).
Prowadzący dochodzenie oświadczyli, że samolot prowadzony był przez autopilota, co, o ile jest rutynowe przy lądowaniu za pomocą instrumentów w Buffalo przy normalnych warunkach pogodowych, nie jest normalne przy poważnym oblodzeniu, według wytycznych Colgan Air czy Narodowej Rady Bezpieczeństwa Transportu (ang. NTSB), tych ostatnich ogłoszonych zaledwie w grudniu 2008. Według czarnej skrzynki, autopilot wyłączył się w trakcie gwałtownych przechyleń i związanego z nimi silnego przyspieszenia.
Zapis rozmów w kokpicie pilotów wykazał, że podczas przygotowań do lądowania, gdy załoga wysunęła klapy, nagle włączył się alarm dźwiękowy sygnalizujący wejście samolotu w przeciągnięcie oraz tzw. stick shaker – urządzenie powodujące silne wibracje steru, również wskazujące, że prędkość samolotu niebezpiecznie spada i wkrótce może on wejść w przeciągnięcie. Wkrótce potem samolot zaczął gwałtownie wytracać wysokość, po pewnym czasie dodatkowo wchodząc w korkociąg. Jednak Bombardier Q 400 ma wbudowane unikatowe zabezpieczenie, tzw. reference speeds switch: ponieważ w przypadku gromadzenia się lodu na skrzydłach maszyny zostaje zaburzony opływ powietrza wokół skrzydeł, a co za tym idzie, samolot może ulec wejściu w przepadnięcie przy wyższej prędkości niż w przypadku, gdy na skrzydłach nie osadza się lód. Choć załoga lotu 3407, widząc osadzający się w rogach okien kokpitu lód, włączyła instalację odladzającą skrzydła, kapitan zdecydował się włączyć także to dodatkowe zabezpieczenie: podczas badania szczątków kokpitu odnaleziono panel z przełącznikiem reference speeds w pozycji ON. Innymi słowy, alarm przeciągnięcia w kokpicie włączył się, pomimo że samolot poruszał się z prędkością wyraźnie przekraczającą prędkość przeciągnięcia – co jeszcze bardziej zaskoczyło śledczych. Wkrótce potem samolot rzeczywiście zaczął gwałtownie tracić wysokość, choć znaczna różnica między prędkością, przy której włączyły się alarmy, a rzeczywistą prędkością przeciągnięcia dawała załodze spory margines czasu, by prawidłowo ocenić sytuację i podjąć odpowiednie kroki celem uniknięcia zagrożenia.
Gdy śledczy zaczęli badać zapisy z rejestratora parametrów lotu, odkryli coś zaskakującego. W przypadku włączenia się alarmu przeciągnięcia priorytetem dla pilota jest zwiększenie mocy silników i ustawienie samolotu tak, by nos maszyny znalazł się pod linią horyzontu (innymi słowy: by przód samolotu skierował się w stronę ziemi). Choć kapitan w momencie włączenia się alarmu zwiększył moc silników (do 75% mocy maksymalnej, choć przepisy nakazywały ustawienie 100% mocy – jak jednak śledczy odkryli, biorąc pod uwagę zapas czasu, jakim dzięki włączonemu reference speeds switch dysponowała załoga, wystarczało to do wyprowadzenia samolotu z zagrożenia) – zamiast obniżyć nos maszyny, co spowodowałoby wzrost siły nośnej, gwałtownie ściągnął stery do siebie, podrywając nos maszyny w górę, i w takiej pozycji utrzymywał go aż do momentu zderzenia z ziemią. Spowodowało to gwałtowny spadek siły nośnej i prędkości, maszyna prawie natychmiast weszła w przeciągnięcie i zaczęła gwałtownie spadać. Sytuację pogorszył jeszcze manewr drugiego pilota: ponieważ alarm włączył się tuż po wysunięciu klap, pilotka schowała klapy, co dodatkowo zmniejszyło generowaną przez skrzydła siłę nośną.
Poszukując odpowiedzi na pytanie, dlaczego dwoje wyszkolonych pilotów popełniło tak znaczące błędy (rozpoznanie przeciągnięcia i bezpieczne wyprowadzenie zeń samolotu stanowi jeden z podstawowych manewrów, jakie każdy pilot, zarówno małej awionetki, jak i dużego samolotu pasażerskiego, musi mieć opanowane; jest to stały element wszelkich egzaminów praktycznych na licencję pilota niezależnie od stopnia), śledczy uważnie przesłuchali nagrania z rejestratora rozmów. Zauważyli, że oboje piloci często byli apatyczni w czasie lotu, dodatkowo drugi pilot narzekał na zmęczenie i złe samopoczucie. Zbadano szczegółowo rozkład zajęć obydwu pilotów w dniach poprzedzających wypadek: jak się okazało, choć linie Colgan Air przestrzegały skrupulatnie wszelkich przepisów regulujących godziny pracy załogi samolotów – nikt nie zwracał większej uwagi, co piloci robią pomiędzy kolejnymi dniami roboczymi. Oboje piloci feralnego lotu nr 3407 mieszkali w sporej odległości od lotnisk, z których wylatywali: kapitan często nocował w dziennych pomieszczeniach socjalnych dla załóg na lotnisku, śpiąc na fotelu lub kanapie, podczas gdy druga pilot mieszkała na przeciwległym wybrzeżu USA i przemierzała dystans między pracą a domem w samolotach towarowych.
W swoim raporcie NTSB jako przyczynę wypadku podała błąd pilotów, którzy niewłaściwie zareagowali na alarmy wskazujące na zbliżające się wejście samolotu w przeciągnięcie; jako dodatkowy powód wymieniono zmęczenie załogi (wpływ zmęczenia i braku snu na koncentrację porównany został przez fizjologów z efektem wypicia sporej ilości alkoholu).
Wypadek lotu Continental Airlines 3407 został przedstawiony w fabularyzowanym serialu „Katastrofa w przestworzach” w odcinku pod tytułem „Potworne zmęczenie (Dead Tired)” – sezon 10, odcinek 4, wyemitowanym ostatnio 18 marca 2016 na antenie National Geographic Channel.

## Obywatelstwo ofiar
| Kraj              | Pasażerowie | Załoga | Ofiary na ziemi | Razem liczba ofiar |
| ----------------- | ----------- | ------ | --------------- | ------------------ |
| Stany Zjednoczone | 41          | 4      | 1               | 46                 |
| Kanada            | 2           | 0      | 0               | 2                  |
| Chiny             | 1           | 0      | 0               | 1                  |
| Izrael            | 1           | 0      | 0               | 1                  |
| Razem             | 45          | 4      | 1               | 50                 |